# Distrito Escolar Público de Englewood
El Distrito Escolar Público de Englewood (Englewood Public School District, EPSD) es un distrito escolar de Nueva Jersey. Tiene su sede en el Edificio Administrativo del Russell C. Major Liberty School en Englewood. El distrito tiene un pre-kindergarten, dos escuelas primarias, una escuela media, una escuela preparatoria, y un grupo de academias.

## Escuelas
- D. A. Quarles Early Childhood Center
- Grieco Elementary School
- McCloud Elementary School
- Janis E. Dismus Middle School
- Dwight Morrow High School
- Academies at Englewood